# Miran čovek (strip)
Miran čovek je sveska strip serijala Teks Viler objavljena u Srbiji u #29. obnovljene edicije Zlatne serije koju je pokrenuo Veseli četvrtak. Sveska je izašla 13.5.2021. god. i koštala 350 dinara (3,45 $; 2,96 €). Imala je 130 stranica. 

## Originalne epizode
Originalno, ove dve epizode objavljene su premijerno u Italiji u izdanju Bonelija u okviru specijalne edicije #2. pod nazivom Un uomo tranquillo. Objavljena je 5. decembra 2020. Epizodu je nacrtao Andreući Stefano, a scenario napisao Roberto Rekioni. Naslovnu stranu je nacrtao Doti Mauricio. Svaka sveska koštala je 5,9 €. 

## Kratak sadržaj
Sem Viler je rođeni brat Teksa Vilera, koji mirno i povučeno živi na roditeljskom ranču pored reke Nuases u Taksasu. Džona Makvori se vraća u gradić posle dužeg vremena. Nekada davno je sa ranča Vilerovih ukrao dva najbolja konja u želji da se osveti Teksu od koga je dobio batine kao mladić. Sem ga najpre udari, ali ga ipak prihvati nazad na ranč kao novog pomoćnika. Sem međutim nije znao za Makvorijevu mutnu prošlost. On je neko vreme proveo na u bandi Edvarda Korta. 
Kada Sem krene da proda stoku, ali nailazi na zamku koju mu je namestio Makvori sa nekoliko razbojnika. Sem uspeva da se odrani, a Makvori beži nazad u Kortovu bandu. Kort i njegovi ljudi kreću da opljačkaju Sema i ukradu mu sav novac od prodaje stoke. Sem i njegova devojka Suzan uspevaju da se odbrane. Nakon što pobije celu bandu, Sem napušta roditeljski ranč i odlazi da kupi novi ranč u Kalver Sitiju (Arizona).

## Značaj epizode
Sem igra ulogu anti-heroja. On je sušta suprotnost starijem bratu Teksu, koji se u epizodi kvalifikuje kao nasilnik i siledžija. U klasičnim Bonelijevskim stripovima, opasnost koja lebdi nad Semom bi se razrešila Teksovim pojavljivanjem deus ex machina. Međutim, Teks se u ovoj epizodi uopšte ne pojavljuje (iako se često pominje). Sem je prepušten sam sebi i jedini motiv za likvidaciju bande je samoodbrana (za razliku od Teksa koji bi likvidirao bandu zarad očuvanja reda ili moralnih razloga).

## Vreme radnje
Radnja se dešava nekoliko godina uoči Građanskog rata u Americi.

## Raniji rad Rekionija i Andreučija na serijalu
Ovo je treća epizoda Teksa za koju je scenario napisao R. Rekioni. S. Andreuči je već ranije gostovao kao crtač Teksa. Crtao je neke od kvalitetnijih epizoda Zagora i epizodu Dedvud Dika objavljenu u novoj Zlatnoj seriji #30.

## Inspiracija filmom
Naslov epizode je aluzija na Fordov vestern The Quiet Man (1952).

## Prethodna i naredna sveska
Prethodna sveska ZS sadržala je epizodu Zagora pod nazivom Sindorm Belzebul (#28), dok je naredna sadržala epizodu Dedvud Dika pod nazivom Vetar smrti (#30).